# La Horcajada (Cáceres)
La Horcajada (llamada La Jorcajá en extremeño) es una alquería del concejo de Nuñomoral, en la provincia de Cáceres, Comunidad Autónoma de Extremadura (España). Sólo la habita una familia.